# Resolution 1716 des UN-Sicherheitsrates

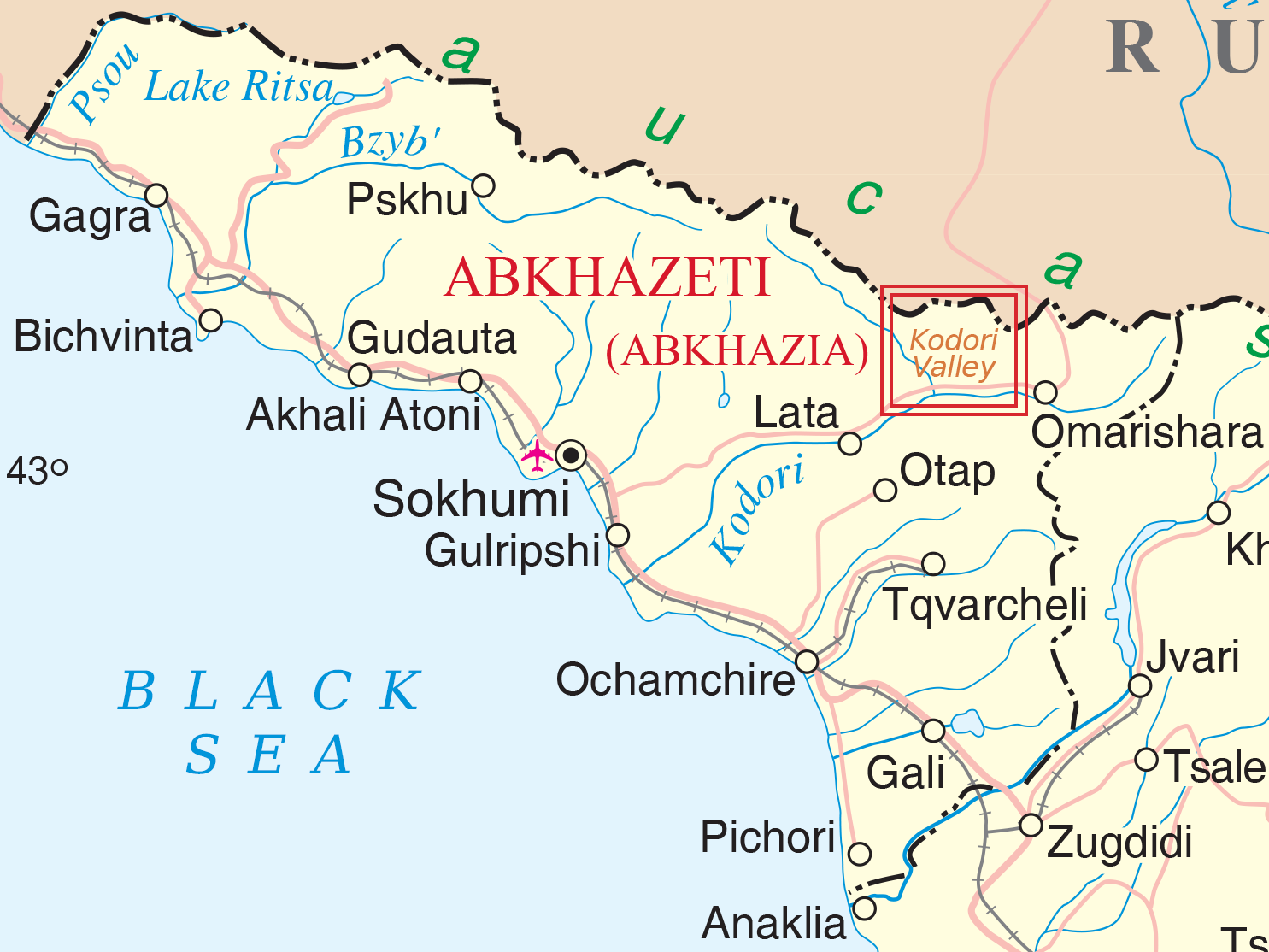
Lage des Kodori Tals

Die Resolution 1716 des UN-Sicherheitsrates ist eine Resolution zur Situation in Georgien, die vom Sicherheitsrat der Vereinten Nationen auf seiner 5549. Sitzung am 13. Oktober 2006 einstimmig angenommen wurde. 
Der Sicherheitsrat berief sich auf seine, seit 1993 verabschiedeten, früheren Resolutionen zu Georgien, insbesondere auf die Resolution 1666 des UN-Sicherheitsrates vom 31. März 2006.
Mit der Resolution 1716 wurde das Mandat der United Nations Observer Mission in Georgia (UNOMIG) bis zum 15. April 2007 verlängert. Diese Beobachtermission wurde im Jahre 1993 eingesetzt und hatte zum Zeitpunkt der Verabschiedung der Resolution 1716 insgesamt 133 Angehörige (davon 121 Militärbeobachter und 12 zivile Polizeibeamte).
Die Resolution machte Georgien wegen einer Polizeioperation im oberen Kodori-Tal am 25. Juli 2006 teilweise für eine „neue und gespannte Situation“ verantwortlich und erinnert daran, dass sich dort nach dem Waffenstillstandsabkommen vom 14. Mai 1994 keine georgischen oder abchasischen Truppen aufhalten dürfen.
Die Resolution verlangte indirekt eine bessere Zusammenarbeit zwischen UNOMIG und der GUS-Friedenstruppe (CISPKR) in Abchasien.